# 俞泰
俞泰（？—？），字國昌，號正齋，直隸常州府無錫縣人，民籍，明朝政治人物。官至戶部給事中。

## 生平
弘治十四年（1501年）辛酉科應天府鄉試第八十四名舉人。弘治十五年（1502年）聯捷壬戌科三甲第一百一十四名進士。

## 家族
曾祖俞宗海；祖父俞思恭；父俞謙，母侯氏；繼母吳氏。